# Rubén González Rocha
Pour les articles homonymes, voir Rubén González, González et Rocha.
Rubén González Rocha est un footballeur espagnol né le 29 janvier 1982 à Saint-Jacques-de-Compostelle, qui évolue au poste de stoppeur pour le FK Bakou en Azerbaïdjan.

## Palmarès

### Club
- Real Madrid CF
  - Vainqueur de la Ligue des Champions : 2002 (3 matchs)
  - Vainqueur du Championnat d'Espagne : 2003 (1 match)

### Sélection
- Espagne
  - Vainqueur du Championnat d'Europe des moins de 16 ans : 1999